# Catherine Osborne
Catherine Osborne, Duchess of Leeds, född 1764, död 1837, var en brittisk hovfunktionär. 
Hon var guvernant till Prinsessan Charlotte Augusta av Wales 1813-1815 och första hovdam eller Mistress of the Robes till Storbritanniens drottning Adelaide av Sachsen-Meiningen mellan 1830 och 1837. 
Hon var amatörsångare och känd för sina tolkningar av Handel, och mecenat till Ann Radcliffe. 